# 260
Évszázadok: 2. század – 3. század – 4. század
Évtizedek: 210-es évek – 220-as évek – 230-as évek – 240-es évek – 250-es évek – 260-as évek – 270-es évek – 280-as évek – 290-es évek – 300-as évek – 310-es évek
Évek: 255 – 256 – 257 – 258 –  259 – 260 – 261 – 262 – 263 – 264 – 265

## Események

### Római Birodalom
- Publius Cornelius Saecularist és Caius Iunius Donatust választják consulnak.
- Valerianus császár járványtól megtépázott seregével Edessza mellett döntő vereséget szenved a perzsa I. Sápurtól, maga a császár is fogságba esik. A hadifoglyok tömegeit a perzsák építkezéseken dolgoztatják, rómaiak építik Sustarban a "császár hídját".
- Az uralkodó fogságba esésének hírére több helyen fellázadnak a légiók, a birodalom a szétesés szélére kerül.
- Pannónia kormányzója, Ingenuus császárrá kiáltja ki magát. Valerianus fia, Gallienus gyorsan reagálva lecsap rá és a vesztes csata után Ingenuus öngyilkos lesz.
- A gallai légiók szétverik az Észak-Itáliából zsákmánnyal hazafelé tartó germánokat; az egyik római parancsnok, Postumus szétosztja a zsákmányt a katonák között, akik császárrá kiáltják ki őt. Postumus megöleti Gallienus Galliába küldött fiát, Saloninust. Gallia, Germania Superior és Inferior, valamint Raetia provinciák elismerik Postumust uralkodóként, létrehozva így a Gall Császárságot.
- Pannonia Superior egyik katonai parancsnoka, Regalianus is fellázad, de néhány hónap múlva saját emberei vagy a szövetséges roxolánok megölik.
- Kis-Ázsiában Macrianus Maior megszervezi a perzsák elleni védekezést, de ő is fellázad. Mivel rokkant lába miatt maga nem lehet császár, ezért fiait, Macrianus Minort és Quietust kiáltja ki uralkodóvá.
- Odaenathus, Syria Phoenice kormányzója kikiáltja magát Palmüra királyává. Megtámadja a kis-ázsiai vereség után hazafelé tartó perzsa sereget és megfutamítja őket, kiűzve ezzel a perzsákat Szíriából.
- A frankok betörnek Galliába és eljutnak Hispániába, ahol Tarraco környékét pusztítják.
- Az alemannok elfoglalják Aquae Mattiacorum (ma Wiesbaden) erődjét.
- Gallienus császár visszavonja apja keresztényellenes ediktumait.
- július 22. – Hivatalba lép Dionüsziosz pápa.[1]

### Kína
- Vej állam fiatal császára, Cao Mao összeesküvést szervez a tényleges hatalmat birtokló régens, Sze-ma Csao ellen. Személyesen vezeti testőreit a palotában a régens ellen, de az egyik összecsapásban megölik. Sze-ma Csao Cao Huant ülteti bábcsászárként a trónra.

## Halálozások
- Cao Mao, Vej császára
- Szun Liang, Vu császára
- Saloninus, Gallienus császár fia
- Ingenuus, római trónkövetelő
- Regalianus, római trónkövetelő
- Valerianus, római császár (260-264 között)

## Fordítás
- Ez a szócikk részben vagy egészben  a(z)   260 című angol Wikipédia-szócikk ezen változatának fordításán alapul.  Az eredeti cikk szerkesztőit annak laptörténete sorolja fel. Ez a jelzés csupán a megfogalmazás eredetét és a szerzői jogokat jelzi, nem szolgál a cikkben szereplő információk forrásmegjelöléseként.